# Nikolai Laursen
Nikolai Rohde Laursen (* 19. Februar 1998 in Vallensbæk) ist ein ehemaliger dänischer Fußballspieler auf der Position eines Stürmers und Flügelspielers.

## Verein
Laursen begann mit dem Fußballspielen im Jahre 2004 als Sechsjähriger bei Brøndby IF und durchlief bis zur U17 sämtliche Jugendspielklassen. Vor der Saison 2014/15 rückte er direkt in die Profimannschaft auf. Der schnelle und technisch starke 10er, der auch als Angreifer eingesetzt werden kann, unterschrieb am 9. Juli 2014 einen Zweijahresvertrag. Sein Pflichtspieldebüt für die Profimannschaft gab er am 29. Oktober 2014 beim 3:1-Sieg über Fremad Amager in der dritten Runde des dänischen Pokalwettbewerbs 2014/15. Dabei wurde er in der 75. Spielminute von Trainer Thomas Frank für den vier Jahre älteren Christian Nørgaard eingesetzt. Am 26. April 2015 wurde Laursen beim 4:0-Sieg über den FC Vestsjælland in der 84. Minute eingewechselt und erzielte in der 89. Minute den Treffer zum Endstand. Dies machte ihn mit 17 Jahren und 66 Tagen zum jüngsten Torschützen, der bis dahin ein Tor für Brøndby in der Superliga erzielt hatte. Danach saß er bis zum Saisonende noch in fünf weiteren Ligapartien auf der Ersatzbank, wobei er noch in zwei Begegnungen zu Kurzeinsätzen kam und ansonsten einsatzlos blieb. Nach diese Spielzeit schloss Brøndby IF hinter dem FC Kopenhagen (Vizemeister) und dem FC Midtjylland (Meister) auf dem dritten Platz ab und war damit für die 1. Qualifikationsrunde der UEFA Europa League 2015/16 teilnahmeberechtigt. Ein Jahr später wechselte der 17-Jährige zum niederländischen Meister PSV Eindhoven, bei dem er einen Dreijahresvertrag unterzeichnete. Falls Laursen nicht bei der PSV Eindhoven untergekommen wäre, hätte eine Vertragsverlängerung im Raum gestanden. Anschließend kam er bei der Reservemannschaft Jong PSV und in der UEFA Youth League zum Einsatz. Nachdem er auch bis zum Sommer 2018 nicht den Sprung in die Profimannschaft der Eindhovener geschafft hatte, lieh ihn sein ehemaliger Verein Brøndby IF für eine Spielzeit aus. Dort spielte er siebzehn Mal in der Liga und bestritt vier Pokalpartien, dabei traf er jeweils einmal in beiden Wettbewerben. Anschließend kehrte Laursen im Sommer 2019 in die Niederlande zurück und schloss sich dem Erstligisten FC Emmen an. Dort war er zwei Spielzeiten aktiv und wechselte weiter zum Ligarivalen Heracles Almelo. Mit dem Verein stieg er zur Saison 2022/23 in die Zweite Liga ab.
Ende Mai 2025 gab Laursen bekannt, seine Karriere aufgrund anhaltender Verletzungsprobleme zu beenden.

## Nationalmannschaft
Sein Debüt in einer dänischen Fußballjugendnationalauswahl gab Laursen am 8. Oktober 2013 in der dänischen U16-Nationalmannschaft im Spiel gegen Österreich Bis Anfang Mai 2014 absolvierte er insgesamt sieben U16-Länderspiele, in denen er vier Tore erzielte und am UEFA Under-16 Development Tournament im St. George’s Park National Football Centre in Burton-upon-Trent teilnahm. Mit der dänischen U17-Auswahl wurde er Ende Juli 2014 bei der Nordischen U17-Meisterschaft Dritter und spielte Ende September 2014 dreimal in der Qualifikation zur U17-EM 2015. Insgesamt absolvierte er fünf U17-Länderspiele. 2016 kam Laursen zu acht Einsätzen für die dänische U19-Nationalmannschaft und zu zweien für die U20. Am 14. November 2017 gab er bei der 1:3-Niederlage im EM-Qualifikationsspiel in Polen sein Debüt für die dänische U21-Nationalauswahl und erzielte mit dem Tor zum Endstand seinen ersten Treffer für diese Altersklasse. Vier Jahre später nahm der Stürmer dann mit der Auswahl an der U-21-Europameisterschaft 2021 in Ungarn teil und kam dort im zweiten Gruppenspiel gegen Island (2:0) zum Einsatz.